# Stanisław Wroceński
Stanisław Wroceński (ur. 23 kwietnia 1890 w Wrocance, zm. po 1945 w Wielkiej Brytanii) – lekarz weterynarz ze stopniem doktora, podpułkownik weterynarii Wojska Polskiego.

## Życiorys
Urodził się 23 kwietnia 1890 we Wrocance, w rodzinie Antoniego i Pauliny z d. Drozd. Pierwotnie jego rodzice nosili nazwisko Wilk, a potem dokonali zmiany nazwiska na Wroceński. Przez siedem lat uczył się w C. K. Szkole Realnej w Krośnie, gdzie w 1909 zdał egzamin dojrzałości. Według źródła parafialnego zdał egzamin dojrzałości w gimnazjum w Sanoku, czego nie potwierdzają źródła szkolne. W 1915 ukończył studia weterynaryjne we Lwowie. Przed I wojną światową mieszkał w Przemyślu, gdzie miał swój gabinet weterynaryjny.
Po wybuchu wojny został wcielony do służby w C. K. Armii i mianowany podlekarzem weterynarzem w rezerwie. Po odzyskaniu przez Polskę niepodległości sprawował stanowisko zastępcy szefa służby weterynaryjnej w Dowództwie Głównym Wojska Wielkopolskiego od marca 1919. W Wojsku Polskim został awansowany na stopień kapitana rezerwy w korpusie lekarzy weterynarii ze starszeństwem z dniem 1 czerwca 1919. Według stanu z 1923 jako oficer nadetatowy Kadry Okręgowego Szpitala Koni I i jednocześnie zatrzymany w służbie czynnej był przydzielony do 1 pułku strzelców konnych w Garwolinie. Następnie został zweryfikowany w stopniu kapitana lekarza weterynarii w służbie czynnej ze starszeństwem z dniem 1 lipca 1923. W 1924 jako oficer nadetatowy KOSK I był przydzielony do 1 psk. Został awansowany na stopień majora ze starszeństwem z dniem 1 stycznia 1928. W tym czasie nadal był oficerem 1 psk. W 1932 był p.o. szefa weterynarii Dowództwa Okręgu Korpusu Nr X w Przemyślu. Został awansowany na stopień podpułkownika ze starszeństwem z dniem 1 stycznia 1935. Przed 1939 uzyskał stopień doktora. W Przemyślu w latach 30. praktykował jako lekarz weterynarii. Według stanu z marca 1939 sprawował stanowisko szefa weterynarii w DOK X.
19 lipca 1924 w Sanoku poślubił Stefanię Pytel (ur. 1899), córkę tamtejszego profesora gimnazjalnego Adama Pytla. Po wybuchu II wojny światowej ewakuował się wraz z wojskiem na stronę Zaleszczyk. W tym czasie jego żona z dwiema córkami wyjechała z Przemyśla pociągiem który przed dotarciem do Chyrowa został zbombardowanym w wyniku czego jedna córka poniosła śmierć na miejscu, druga zmarła w szpitalu, a żona została ranna.
Po zakończeniu wojny pozostał na emigracji w Wielkiej Brytanii, zamieszkując z żoną w Edynburgu. W tym kraju zmarł i tam został pochowany. Wobec braku spadkobierców, przekazał swój majątek na rzecz budowy kościoła w rodzinnej Wrocance.

## Ordery i odznaczenia
- Krzyż Walecznych (przed 1924)[11]
- Złoty Krzyż Zasługi (10 listopada 1928)[20][21]
- Złoty Krzyż Zasługi Cywilnej na wstążce Medalu Waleczności (Austro-Węgry, 1918)[7]